# Корчагин, Владимир Фёдорович
Владимир Фёдорович Корчагин — советский военный и государственный деятель, подполковник.

## Биография
Родился в 1913 году в селе Локти. Член КПСС.
В РККА с 1937 года.
Участник Великой Отечественной войны: командир взвода, роты в составе 258-го стрелкового полка 78-й стрелковой дивизии, 275-го стрелкового полка 117-й стрелковой дивизии, командир 820-го стрелкового полка, 876-го стрелкового полка 117-й стрелковой дивизии
В отставке с 1948 года.
Умер до 1985 года.

## Награды
- Орден Красного Знамени (дважды)
- Орден Суворова III степени
- Орден Александра Невского
- Орден Отечественной войны I степени
- Орден Virtuti Militari 5 степени